# Joppidium dubiosum
Joppidium dubiosum är en stekelart som beskrevs av Cresson 1874. Joppidium dubiosum ingår i släktet Joppidium och familjen brokparasitsteklar. Inga underarter finns listade i Catalogue of Life.